# Stegosauria
Stegosauři, neboli zástupci skupiny Stegosauria (v překladu "zastřešení ještěři") byli primárně čtyřnozí býložraví ptakopánví dinosauři, žijící v období střední jury až spodní křídy (před asi 170 až 125 miliony let) především na území dnešní Severní Ameriky, Asie a Evropy. Mezi nejstarší známé prokazatelné zástupce této vývojové skupiny patří asi 168 milionů let starý marocký rod Adratiklit.

## Evoluce skupiny
Jejich původ je třeba hledat nejspíše na území dnešní Číny nebo Velké Británie, odkud známe nejprimitivnější vývojové formy stegosaurů. Primitivní formu představuje například čínský Huayangosaurus, jehož přední nohy jsou ještě stejně dlouhé jako zadní (primitivní znak). Největším a zároveň nejznámějším zástupcem skupiny byl patrně pozdně jurský Stegosaurus, dosahující délky až přes 9 metrů. Podobné velikosti však dosahoval zřejmě také evropský rod Dacentrurus.
Posledním (geologicky nejmladším) známým stegosauridem je nejspíš druh Yanbeilong ultimus, jehož fosilie jsou známé z asi 120 až 100 milionů let starých sedimentů na území čínské provincie Šan-si.

## Paleobiologie

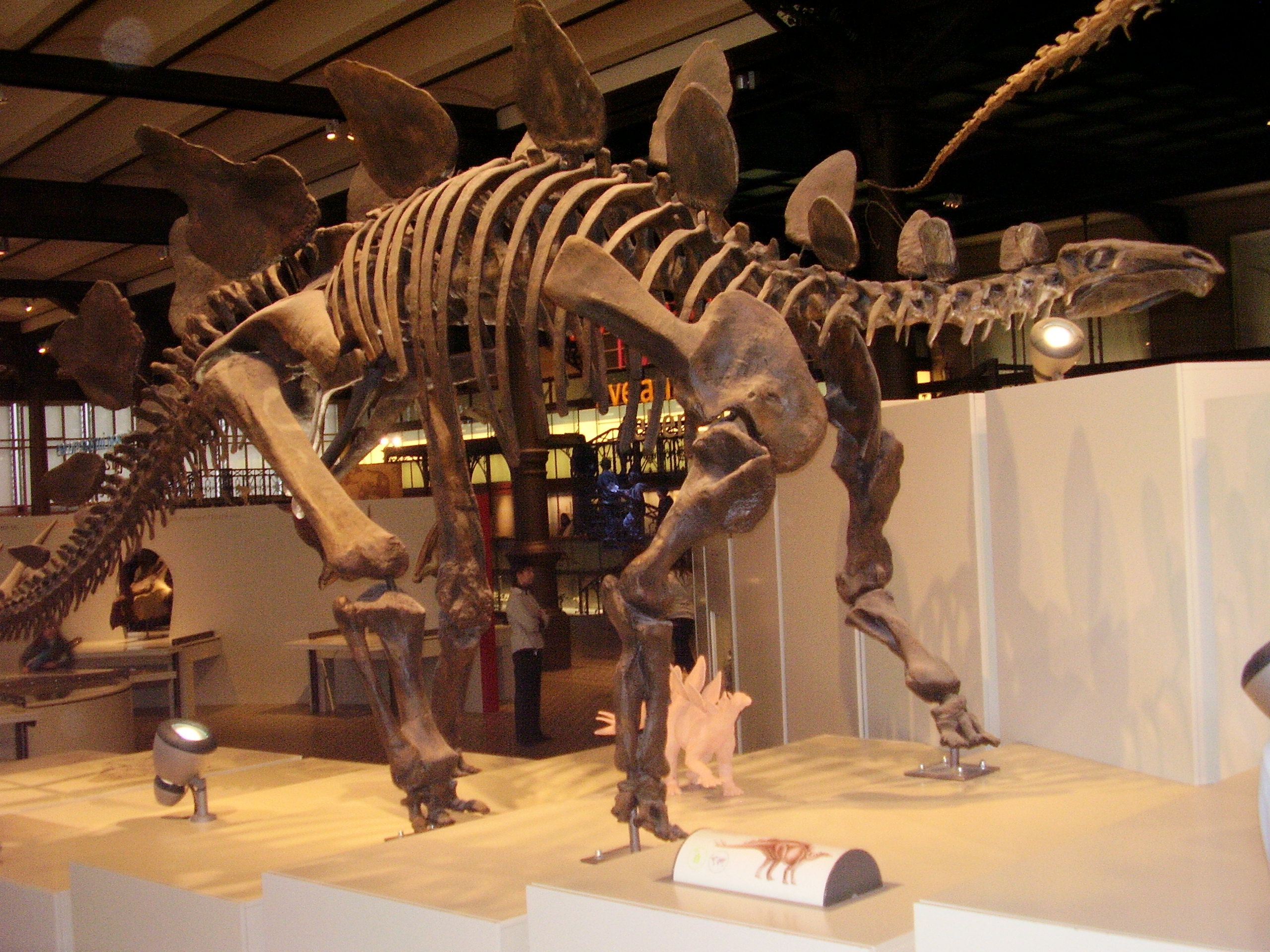
Kostra stegosaura, nejznámějšího zástupce skupiny.

Stegosauři patří spolu s příbuznými ankylosaury do skupiny Thyreophora, pro kterou je charakteristická přítomnost různého množství osteodermů (kostních destiček) a tělního pancíře. Stegosauři na rozdíl od ankylosaurů nemají příliš dobře vyvinutý tělní pancíř, zato jsou vybaveni často až bizarní plejádou různých trnů, bodců a plátů, které ční z jejich hřbetu, krku, ocasu a boků. Obranu před dravými teropody zajišťovaly asi 60 až 90 cm dlouhé ocasní trny, sloužící k aktivní a zřejmě velmi efektivní obraně, jak ukazují například i objevy poškozených obratlů dravých alosaurů, nesoucí stopy po bodných zraněních stegosauřími ocasními hroty. Stegosauři měli často omezený počet zubů a přední část jejich rohovinou pokrytého zobáku (ramfotéka) byla obvykle bezzubá. Zajímavou formou je sauropodům podobný dlouhokrký rod Miragaia z Portugalska. Dosud není jisté, zda se stegosauři dokázali stavět na zadní, jak někteří paleontologové rovněž předpokládají.
V roce 2010 bylo publikováno několik vědeckých studií, výrazně upřesňujících pohled na paleobiologii stegosauridů. Byl například oznámen objev prvních zkamenělých otisků kůže (rod Hesperosaurus) a poprvé byla podrobně zhodnocena funkce stegosauřích čelistí při mechanickém zpracování potravy.
Fosilie velmi malých exemplářů těchto ptakopánvých dinosaurů jsou vzácné. V březnu roku 2021 byla publikována vědecká práce o nejmenších známých fosilních otiscích stop neznámých druhů stegosaurů (ichnorod Deltapodus) z období rané křídy na území čínské provincie Sin-ťiang. Nejmenší otisk je dlouhý pouze 5,7 cm. Je pravděpodobné, že otisk patřil mláděti druhu Wuerhosaurus homheni.
Rozšíření páteřního kanálu v křížové oblasti, zjištěné u některých sauropodů a stegosauridů přivedlo badatele na konci 19. a v první polovině 20. století k mylné domněnce, že tito dinosauři byli vybaveni druhým nervovým centrem právě v této oblasti těla. Sekundární "mozek" měl pomáhat s ovládáním ocasu a zadních končetin a posilovat zde funkci vzdáleného mozku v lebce. Ve skutečnosti však dinosauři žádný druhý mozek neměli, jedná se patrně jen o rozšíření páteřního kanálu pro umístění glykogenového tělesa - zásobárny polysacharidu glykogenu, známou například u dnešních ptáků.

## Druhová rozmanitost a rozšíření
Stegosauři patří k dinosauřím kladům, od kterých nemáme dostatečné množství fosilních pozůstatků na to, abychom mohli plně rekonstruovat průběh jejich makroevoluce. Proto patří mezi relativně méně početné skupiny dinosaurů. Celkem je k červenci roku 2020 známo asi 28 druhů těchto ptakopánvých dinosaurů. To z nich činí pomyslně až šestou nejpočetnější skupinu druhohorních dinosaurů, po teropodech (486), sauropodomorfech (373), ornitopodech (216), rohatých dinosaurech (ceratopsech, 114) a ankylosaurech (95).
Ačkoliv většinu druhů stegosaurů známe ze severních kontinentů někdejší Laurasie (Severní Amerika, Evropa a Asie), fragmentární objevy z poslední doby ukazují, že biodiverzita této skupiny byla nejspíš stejně vysoká i na jižních kontinentech Gondwany. Z nich zatím známe jen tři rody stegosaurů - Adratiklit z Maroka, Kentrosaurus z Tanzanie a Paranthodon z Jihoafrické republiky - mnohé fosilní otisky a fragmenty však nasvědčují podstatně výraznějšímu rozšíření skupiny.
Na začátku roku 2021 byl potvrzen objev fosilií stegosaurů také v pozdní juře Jižní Ameriky (Argentina, provincie Chubut, souvrství Cañadón Calcáreo). Fosilní zuby stegosaurů byly objeveny také v raně křídových sedimentech na území východní Sibiře (lokalita Teete).

## Klasifikace
Podřád Thyreophora
Infrařád Stegosauria
- Adratiklit
- Baiyinosaurus
- Bashanosaurus
- Gigantspinosaurus
- Isaberrysaura
- Čeleď Huayangosauridae
  - Huayangosaurus
  -  ?Regnosaurus
- Čeleď Stegosauridae
  - Paranthodon
  - Monkonosaurus
  - Chungkingosaurus
  - Chialingosaurus
  - Wuerhosaurus
  - Hesperosaurus
  - Dacentrurus
  - Miragaia
  - Thyreosaurus
  - Podčeleď Stegosaurinae
    - Tuojiangosaurus
    - Kentrosaurus
    - Lexovisaurus (=Loricatosaurus)
    - Alcovasaurus
    - Stegosaurus

- - Nejisté zařazení (incertae sedis)
    -  ?Craterosaurus
    - Jiangjunosaurus
    -  ?Stegosaurides

### Česká literatura
- SOCHA, Vladimír (2009). Úžasný svět dinosaurů. Triton, Praha (ISBN 978-80-7387-276-2)